# Энриге, Альваро
Альваро Энриге (исп.  Álvaro Enrigue, 1969, Мехико) — мексиканский писатель, литературный критик, издатель.

## Биография
Закончил ибероамериканский университет в Мехико, получил степень магистра по латиноамериканской литературе в Мэрилендском университете. Преподавал в обоих университетах. Как литературный критик активно публикуется в испанской и мексиканской периодике. Живёт в Вашингтоне.

## Произведения
- Смерть инсталляциониста/ La muerte de un instalador, Mexico City: Joaquín Mortiz (1996, роман, премия издательства Хоакин Мортис)
- Основные добродетели/ Virtudes capitales, Mexico City: Joaquín Mortiz (1998)
- Кладбище стульев/ El cementerio de sillas, Madrid/Mexico City: Lengua de Trapo (2002)
- Hipotermia, Barcelona/Mexico City: Anagrama (2006, новеллы)
- Перпендикулярные жизнеописания/ Vidas perpendiculares, Barcelona/Mexico City: Anagrama (2008, роман, рецензия Карлоса Фуэнтеса, )
- Decencia, Barcelona/Mexico City: Anagrama (2011, роман)

## Признание
В 2007, в рамках Международной книжной ярмарке в Боготе, был включен в список 39 наиболее обещающих писателей Латинской Америки в возрасте до 39 лет (см.: [1]).